# Calmont (Alto Garona)
 Calmont  es una comuna (municipio) de Francia, en la región de Mediodía-Pirineos, departamento de Alto Garona, en el distrito de Toulouse. Es la mayor población del cantón de Nailloux.
Su población en el censo de 1999 era de 1.610 habitantes.
Está integrada en la Communauté de communes Coteaux du Lauragais Sud, de la que es la mayor comuna por población.

## Demografía
| 1150 | 1189 | 1409 | 1451 | 1552 | 1610 |
| Para los censos de 1962 a 1999 la población legal corresponde a la población sin duplicidades (Fuente: INSEE [Consultar]) |      |      |      |      |      |